# Meganyctycia fansipana
Meganyctycia fansipana là một loài bướm đêm trong họ Noctuidae.